# Пол Мескал
Пол Мескал (на английски: Paul Mescal) е ирландски актьор. Започва кариерата си в театрите на Дъблин, а в киното и телевизията пробива с минисериала Нормални хора, за който печели награда БАФТА и номинация за Еми.
Участва в психолигическите драми Изгубената дъщеря (2021) и Божиите създания (2022), а за ролята си в Под слънцето (2023) печели номинация за Оскар за най-добра мъжка роля. Избран е в главната роля на Луций в Гладиатор 2 (2024) на Ридли Скот.
Роден е на 2 февруари 1996 година в Мейнут и има по-малки брат и сестра. Като дете тренира галски футбол. Започва да играе на сцена на 16 годишна възраст.

## Избрана филмография
- Нормални хора (2020) – Конъл Уалдрон
- Изгубената дъщеря (2021) – Уил
- Божиите създания (2022) – Брайън О‘Хара
- Под слънцето (2023) – Калъм Патерсън
- Кармен (2022) – Айдън
- Всички сме непознати (2023) – Хари
- Foe (2023) – Джуниър
- Гладиатор 2 (2024) – Луций Вер